# Rhinella limensis
Espèce
Synonymes
- Bufo limensis Werner, 1901

Statut de conservation UICN

 LC  : Préoccupation mineure
Rhinella limensis est une espèce d'amphibiens de la famille des Bufonidae.

## Répartition
Cette espèce est endémique du versant Pacifique du Pérou. Elle se rencontre de la ville côtière de Pisco jusqu'au désert de Sechura, dans les régions d'Arequipa, d'Ancash, d'Ica, de La Libertad et de Lima. Elle est présente entre 70 et 2 830 m d'altitude.

## Étymologie
Son nom d'espèce, composé de lim[a] et du suffixe latin -ensis, « qui vit dans, qui habite », lui a été donné en référence au lieu de sa découverte.

## Publication originale
- Werner, 1901 : Reptilien und Batrachier aus Peru und Bolivien. Abhandlungen und Berichte des Zoologischen und Anthropologisch-Ethnographischen Museums zu Dresden, vol. 9, no 2, p. 1-14 (texte intégral).